# Polystichum ongataense
Polystichum ongataense är en träjonväxtart som beskrevs av Kurata. Polystichum ongataense ingår i släktet Polystichum och familjen Dryopteridaceae. Inga underarter finns listade.